# Nephargynnis antalyana
Nephargynnis antalyana är en fjärilsart som beskrevs av Catherine A. Tauber 1970. Nephargynnis antalyana ingår i släktet Nephargynnis och familjen praktfjärilar. Inga underarter finns listade i Catalogue of Life.